# 皆瀬堂
皆瀬堂  （かいぜどう）は、日本の徳島県美馬郡つるぎ町にある仏堂建築。端（はば）四国八十八箇所霊場（四国八十八箇所の縮小版として現在のつるぎ町と東みよし町に江戸時代に設けられた）第三十四番札所。

## 概要
桟瓦葺の宝形造三間堂。元和2年（1616年）に創建されたが、現存する堂宇は文化13年（1816年）の再建である。
彫刻以外の装飾を抑えた簡素な内装を持ち、南と東は壁のない「吹放ち」である。仏間（幅二間）は北面中央に置く。棹縁天井が採用されている。
「端四国八十八箇所霊場の仏像御堂群」の構成資産として2017年5月2日に国の登録有形文化財に登録された。

## 所在地
徳島県美馬郡つるぎ町貞光字皆瀬190